# Oxford Internet Institute
Оксфордский институт Интернета — междисциплинарный факультет социальных и компьютерных наук, занимающийся изучением информации, коммуникации и технологий, который является частью Отделения социальных наук Оксфордского университета находится в Баллиол-колледж.
Адрес: University of Oxford, 1 St Giles', Oxford OX1 3JS, Великобритания.
Основатели: Эндрю Грэхэм, Дерек Уайатт.